# José Jaikel
José Antonio Jaikel Aguilar, né le 3 avril 1966 à Alajuela au Costa Rica, est un footballeur international costaricien. Il évoluait au poste d'attaquant.

## Biographie
José Jaikel est retenu par le sélectionneur Bora Milutinović afin de participer à la Coupe du monde 1990 organisée en Italie. Lors du mondial, il ne joue aucun match.

## Palmarès
- Champion du Costa Rica en 1988 et 1989 avec le CD Saprissa[2]